# Guy Piau
Guy Piau, né le 6 mai 1930 à Paris 18e , est une personnalité française, haut fonctionnaire de l'administration française. Franc-maçon, il est grand maître de la Grande Loge de France de 1988 à 1990.  Il est l'auteur de plusieurs ouvrages sur la franc-maçonnerie et sur l'alchimie.

## Biographie
Guy Piau est directeur du centre hospitalier psychiatrique Saint-Anne à Paris[réf. nécessaire]. Franc-maçon, il est élu grand maitre de la Grande Loge de France à l'issue du convent annuel qui se tient à Paris du 22 au 25 juin 1989.

## Distinctions
- Chevalier de la Légion d'honneur (janvier 1992)
- Chevalier de l'ordre national du Mérite (juin 1980)
  -  Officier de l'ordre national du Mérite (juillet 1989)
  -  Commandeur de l'ordre national du Mérite (mai 1996)

## Publications
- Tradition maçonnique : le rite écossais ancien et accepté : symbolisme et alchimie, G. Trédaniel, 2001 (ISBN 2-85829-302-3, 978-2-85829-302-5 et 2-84445-228-0, OCLC 466944066)
- Francs-maçons, militants de l'humain : tradition et avenir de la franc-maçonnerie, Rocher, 2002 (ISBN 2-268-04400-9 et 978-2-268-04400-2, OCLC 51476564)
- La vraie image et le miroir : recueil de poèmes, Detrad-aVs, 2003 (ISBN 2-905319-86-0 et 978-2-905319-86-9, OCLC 469404954)
- Initiation maçonnique et symbolisme alchimique : les voies de l'œuvre au noir et de l'œuvre au blanc dans le rite écossais ancien et accepté, du 3e au 17e degré, Véga, 2009 (ISBN 978-2-85829-561-6 et 2-85829-561-1, OCLC 471672555)
- Tradition alchimique et tradition maçonnique, Éd. Detrad aVs, impr. 2005 (ISBN 2-905319-97-6 et 978-2-905319-97-5, OCLC 470280394)
- La grande façade de Notre-Dame de Paris : commentaires alchimiques, Éd. maçonniques, dl 2008 (ISBN 978-2-35213-085-7 et 2-35213-085-9, OCLC 762747977)
- Les confidences d'un grand maître, Éd. maçonniques, dl 2010 (ISBN 978-2-35213-115-1 et 2-35213-115-4, OCLC 762675063)
- Lavaldingue, Éd. Baudelaire, dl 2012 (ISBN 979-10-203-0052-2, OCLC 842455038)
- L’œuvre au rouge : dans le symbolisme de la Tradition maçonnique (ISBN 978-2-36371-103-8 et 2-36371-103-3, OCLC 897837741, /oclc/897837741)
- L'alchimie : histoire et actualité : une voie de spiritualité pour demain : ses origines, son histoire et son influence dans les sociétés d'hier et d'aujourd'hui, Éditions Numérilivre (ISBN 978-2-36632-055-8 et 2-36632-055-8, OCLC 1117757739)
- L'alchimie en franc-maçonnerie, Numérilivre-Éditions des Bords de Seine, dl 2019 (ISBN 978-2-36632-104-3 et 2-36632-104-X, OCLC 1140363560)